# Юган Сеттерґрен
Юган Сеттерґрен (швед. Johan Settergren; нар. 22 квітня 1978) — колишній шведський тенісист.
Найвищу одиночну позицію світового рейтингу — 130 місце досяг 29 жовтня 2001, парну — 408 місце — 19 лютого 2001 року.
Завершив кар'єру 2005 року.

## Фінали ATP Челленджер і ITF Ф'ючерс

### Одиночний розряд: 21 (14–7)
| Легенда              |
| -------------------- |
| ATP Челленджер (2–2) |
| ITF Ф'ючерс (12–5)   |

| Фінали за покриттям |
| ------------------- |
| Тверде (4–1)        |
| Ґрунт (5–4)         |
| Трава (0–0)         |
| Килим (5–2)         |

| Результат | В-П  | Дата     | Турнір                                     | Рівень     | Покриття | Суперник           | Рахунок            |
| --------- | ---- | -------- | ------------------------------------------ | ---------- | -------- | ------------------ | ------------------ |
| Перемога  | 1–0  | Бер 1998 | Німеччина F1, Обергахінг                   | Ф'ючерс    | Килим    | Маркус Менцлер     | 6–3, 6–3           |
| Перемога  | 2–0  | Лип 1998 | Данія F3, Svendborg                        | Ф'ючерс    | Ґрунт    | Аксель Прецш       | 7–5, 6–1           |
| Поразка   | 2–1  | Тра 1999 | Німеччина F3, Мангайм                      | Ф'ючерс    | Ґрунт    | Александер Попп    | 2–6, 1–6           |
| Поразка   | 2–2  | Тра 1999 | Німеччина F4, Філлінген-Швеннінген         | Ф'ючерс    | Ґрунт    | Желько Краян       | 4–6, 1–6           |
| Перемога  | 3–2  | Чер 1999 | Фінляндія F2, Гельсінкі                    | Ф'ючерс    | Ґрунт    | Янне Ояла          | 6–2, 6–1           |
| Поразка   | 3–3  | Сер 1999 | Бельгія F2, Брюссельський столичний регіон | Ф'ючерс    | Ґрунт    | Ян Вайнцірль       | 6–7, 1–6           |
| Перемога  | 4–3  | Вер 1999 | Норвегія F1, Осло                          | Ф'ючерс    | Килим    | Б'єрн Ренквіст     | 6–3, 6–2           |
| Поразка   | 4–4  | Бер 2000 | Франція F7, Пуатьє                         | Ф'ючерс    | Килим    | Юліан Ноул         | 3–6, 3–6           |
| Поразка   | 4–5  | Сер 2000 | Німеччина F10, Берлін                      | Ф'ючерс    | Ґрунт    | Зімон Гройль       | 6–7(8–10), 3–6     |
| Перемога  | 5–5  | Сер 2000 | Німеччина F11, Берлін                      | Ф'ючерс    | Ґрунт    | Карлос Квадрадо    | 6–3, 6–1           |
| Перемога  | 6–5  | Вер 2000 | Норвегія F1, Осло                          | Ф'ючерс    | Килим    | Генрік Андерссон   | 7–6(7–3), 7–5      |
| Перемога  | 7–5  | Вер 2000 | Швеція F2, Гетеборг                        | Ф'ючерс    | Килим    | Калле Флюґт        | 5–7, 7–5, 6–1      |
| Поразка   | 7–6  | Лис 2000 | Аахен, Німеччина                           | Челленджер | Килим    | Райнер Шуттлер     | 6–7(5–7), 6–1, 1–6 |
| Поразка   | 7–7  | Лис 2000 | Брест, Франція                             | Челленджер | Тверде   | Мішель Кратохвіл   | 6–3, 4–6, 6–7(2–7) |
| Перемога  | 8–7  | Чер 2001 | Німеччина F4, Філлінген-Швеннінген         | Ф'ючерс    | Ґрунт    | Крістоф ван Гарссе | 7–5, 6–3           |
| Перемога  | 9–7  | Жов 2001 | Гренобль, Франція                          | Челленджер | Тверде   | Іван Любичич       | 5–7, 7–6(7–4), 7–5 |
| Перемога  | 10–7 | Тра 2003 | Будапешт, Угорщина                         | Челленджер | Ґрунт    | Борис Пашанскі     | 7–5, 6–4           |
| Перемога  | 11–7 | Вер 2004 | Швеція F2, Гетеборг                        | Ф'ючерс    | Тверде   | Стефано Янні       | 5–0 ret.           |
| Перемога  | 12–7 | Вер 2005 | Швеція F1, Гетеборг                        | Ф'ючерс    | Тверде   | Ріккард Гольстрем  | 7–5, 6–2           |
| Перемога  | 13–7 | Вер 2005 | Швеція F2, Гетеборг                        | Ф'ючерс    | Тверде   | Фредерік Нільсен   | 6–4, 6–4           |
| Перемога  | 14–7 | Жов 2005 | Швеція F3, Фалун                           | Ф'ючерс    | Килим    | Карл-Генрік Гансен | 6–2, 6–4           |

### Парний розряд: 10 (6–4)
| Легенда              |
| -------------------- |
| ATP Челленджер (0–0) |
| ITF Ф'ючерс (6–4)    |

| Фінали за покриттям |
| ------------------- |
| Тверде (1–1)        |
| Ґрунт (4–2)         |
| Трава (0–0)         |
| Килим (1–1)         |

| Результат | В-П | Дата     | Турнір                                     | Рівень  | Покриття | Партнер            | Суперники                            | Рахунок                 |
| --------- | --- | -------- | ------------------------------------------ | ------- | -------- | ------------------ | ------------------------------------ | ----------------------- |
| Перемога  | 1–0 | Сер 1999 | Бельгія F1, Jupille-sur-Meuse              | Ф'ючерс | Ґрунт    | Генрік Андерссон   | Стівен Гасс Лі Пірсон                | 6–4, 7–5                |
| Перемога  | 2–0 | Сер 1999 | Бельгія F2, Брюссельський столичний регіон | Ф'ючерс | Ґрунт    | Генрік Андерссон   | Даніель Карассіоло Фернандо Лас Ерас | 7–5, 6–1                |
| Поразка   | 2–1 | Вер 1999 | Норвегія F1, Осло                          | Ф'ючерс | Килим    | Генрік Андерссон   | Мітті Арнолд Томас Блейк             | 2–6, 6–7                |
| Поразка   | 2–2 | Тра 2000 | Німеччина F2, Есслінген                    | Ф'ючерс | Ґрунт    | Мелле ван Ґемерден | Алі Хамадех Їчам Заатіні             | 4–6, 1–6                |
| Поразка   | 2–3 | Чер 2000 | Німеччина F6, Філлінген-Швеннінген         | Ф'ючерс | Ґрунт    | Мелле ван Ґемерден | Кріс Ґоссенс Йонуц Молдован          | 6–7(6–8), 3–6           |
| Перемога  | 3–3 | Сер 2000 | Німеччина F11, Берлін                      | Ф'ючерс | Ґрунт    | Генрік Андерссон   | Вім Нефс Д'ялмар Сістерманс          | 6–3, 5–7, 7–5           |
| Перемога  | 4–3 | Вер 2000 | Норвегія F1, Осло                          | Ф'ючерс | Килим    | Генрік Андерссон   | Андреас Таттермуш Ульріх Тіппенгауер | 6–3, 7–6(7–2)           |
| Поразка   | 4–4 | Жов 2000 | Франція F23, Ла-Рош-сюр-Іон                | Ф'ючерс | Тверде   | Мелле ван Ґемерден | Вім Нефс Мартін Громець              | 3–6, 6–1, 6–7(8–10)     |
| Перемога  | 5–4 | Чер 2001 | Німеччина F4, Філлінген-Швеннінген         | Ф'ючерс | Ґрунт    | Мелле ван Ґемерден | Франк Мозер Бернард Парун            | 6–4, 6–4                |
| Перемога  | 6–4 | Вер 2005 | Швеція F2, Гетеборг                        | Ф'ючерс | Тверде   | Ервін Елесковіч    | Ріккард Гольмстрем Крістіан Юганссон | 7–5, 6–7(5–7), 7–6(7–5) |